# Археллум
Архе́ллум (англ. Archaellum) — уникальная бичевидная структура, имеющаяся на поверхности клеток некоторых архей. Термин был предложен в 2012 году, когда было показано, что археллум эволюционно и структурно далёк от жгутиков бактерий и эукариот. Функции археллума — такие же, как у жгутика: за счёт его вращения клетки перемещаются в жидкой среде. Археллум структурно схож с пилями IV типа.

## Компоненты
Большинство генов, белковые продукты которых образуют археллум, образуют единый оперон fla. Этот оперон содержит от 7 до 13 генов, продукты которых участвуют в сборке и работе археллума. Структурные компоненты археллума называют археллинами, эти белки кодируются генами flaA и flaB; моторные компоненты кодируются генами flaI, flaJ и flaH. В этом опероне также закодированы вспомогательные белки FlaG, FlaF и FlaX, а также сигнальные белки FlaC, FlaD и FlaE. Генетический анализ различных видов архей показал, что все перечисленные белки необходимы для сборки археллума. У эвриархеот имеется почти полный набор генов fla, а у представителей типа кренархеот один или два из них могут отсутствовать. Для созревания археллинов необходима пептидаза препилин (у эвриархеот она известна как PibD, у кренархеот — FlaK), однако она не входит в состав fla-оперона.
На данный момент функционально охарактеризованы только белок FlaI, входящий в суперсемейство АТФаз систем секреции II/IV типов, и PibD/FlaK. FlaI образует гексамер, который гидролизует АТФ и, вероятно, обеспечивает энергией сборку археллума. PibD отрезает N-концевые сигнальные пептиды археллинов, без чего сборка археллума невозможна. Кроме того, археллины подвергаются N-гликозилированию, в то время как флагеллины бактериальных жгутиков O-гликозилируются. Белок FlaH содержит RecA-подобный структурный мотив и неактивные АТФазные домены. Сердцевина мотора археллума образована белками FlaH, FlaJ и FlaI. У кренархеот структурной основой мотора выступает белок FlaX. Конкретная роль вспомогательных белков FlaF и FlaG плохо известна. Гены, кодирующие сигнальные белки FlaC, FlaD и FlaE, есть только у эвриархеот; эти гены взаимодействуют с белками, участвующими взаимодействуют с белками, участвующими в хемотаксисе, например, CheY, CheD и CheC2, поэтому реагируют на сигналы из внешней среды, такие как воздействие света определённой длины волны, концентрация питательных веществ и других. Установлено, что FlaI и FlaJ гомологичны компонентам пилей IV типа PilB и PilC соответственно. Кроме того, филамент археллума напоминает пили IV типа бактерий и архей тем, что не имеет центральной полости, поэтому он не может собираться при участии систем секреции III типа, как бактериальный жгутик. Наконец, движущей силой вращения археллума является не протондвижущая сила, как у жгутика бактерий, а концентрация АТФ.

## Функции
Хотя археллум ещё плохо изучен, ряд исследований показал, что он играет важную роль во многих жизненных процессах архей. Хотя археллум во многих отношениях значительно отличается от жгутика бактерий, основная его функция та же — перемещение клетки в жидкой среде или на влажных поверхностях. Подобно бактериальному жгутику, археллум участвует в прикреплении клеток к субстрату и межклеточной коммуникации, однако, в отличие от жгутиков бактерий, не задействован в образовании биоплёнок. Вероятно, в биоплёнках, образованных археями, археллум функционирует лишь когда клетки покидают исходную биоплёнку, чтобы дать начало новой. Показано также, что археллум может быть способен связывать ионы металлов.